# Kristina Mladenovic
Kristina „Kiki” Mladenovic (n. 14 mai 1993, Saint-Pol-sur-Mer, Nord-Pas-de-Calais, Franța) este o jucătoare profesionistă de tenis din Franța. Fostă numărul 1 mondial la dublu, ea a câștigat un titlu la simplu și 24 de titluri la dublu în Turul WTA, precum și patru titluri la simplu și șapte la dublu pe Circuitul ITF. La 23 octombrie 2017, ea a atins locul 10 mondial în clasamentul WTA la simplu. La 10 iunie 2019, a devenit numărul 1 mondial în clasamentul WTA de dublu.
Deși Mladenovic s-a bucurat de succes la simplu, inclusiv două apariții în sferturi de Grand Slam la US Open 2015 și French Open 2017, cele mai mari realizări ale ei au venit la dublu. Ea a câștigat titlurile de dublu mixt de la Wimbledon 2013 și Australian Open 2014 alături de Daniel Nestor, titlul de dublu feminin la French Open 2016 și French Open 2022 cu Caroline Garcia și de la Australian Open 2018, French Open 2019,  French Open 2020 și Australian Open 2020 la dublu feminin cu Babos Tímea. În 2022, ea a câștigat titlul de dublu mixt la Australian Open cu Ivan Dodig. Mladenovic a fost finalistă la dublu feminin la alte patru turnee de Grand Slam – Campionatele de la Wimbledon 2014, US Open 2016, US Open 2018 și Australian Open 2019.